# Miguel Abrantes Ostrowski

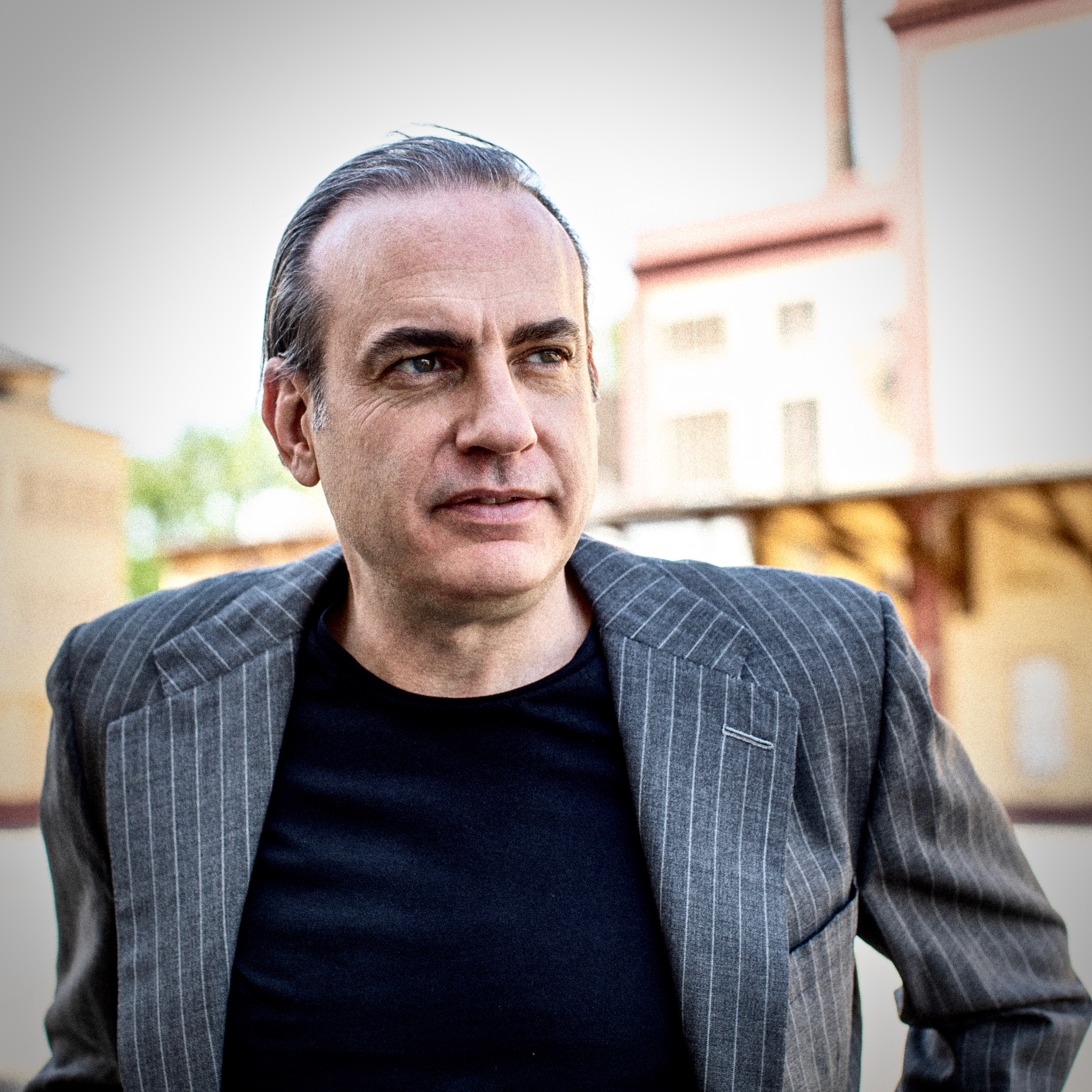
Miguel Abrantes Ostrowski (2022)

Miguel Abrantes Ostrowski (* 1972 in Düsseldorf) ist ein deutscher Schauspieler, Regisseur und Autor.

## Leben
Seine Gymnasialzeit verbrachte Ostrowski auf dem Aloisiuskolleg, einem Jesuiten-Internat in Bad Godesberg. Nach dem Abitur studierte er ab 1994 Schauspiel an der Hochschule für Musik und Theater „Felix Mendelssohn Bartholdy“ Leipzig und machte dort 1998 seinen Abschluss. Seine ersten Engagements führten ihn an das Schauspiel Leipzig, das Schauspiel Frankfurt, das Renaissance-Theater (Berlin), das Staatstheater Mainz und das Theater Freiburg.
Im Jahr 2004 veröffentlichte er ein autobiografisch geprägtes Buch mit dem Titel Sacro Pop, in dem er sich ironisch mit seiner Zeit am Aloisiuskolleg auseinandersetzt. Das Buch fand bei seiner Veröffentlichung nur mäßige Beachtung, erlebte aber 2010 ein Revival im Rahmen der Debatte um sexuellen Missbrauch in der römisch-katholischen Kirche.
Ostrowski arbeitete von 2006 bis 2011 als freier Schauspieler unter anderem am Düsseldorfer Schauspielhaus, am Staatsschauspiel Dresden, am Berliner Maxim-Gorki-Theater, am Schauspielhaus Zürich, am Theater am Neumarkt Zürich und an der Komischen Oper in Berlin. Zwischen 2011 und 2015 war er festes Ensemblemitglied am Residenztheater München, seitdem ist er wieder als freier Schauspieler tätig – unter anderem am Theater Basel, Staatstheater Darmstadt, Münchner Volkstheater, Schauspiel Köln, Schauspielhaus Zürich, Düsseldorfer Schauspielhaus und am Theater Neumarkt Zürich. 2018 wirkte er bei den Nibelungenfestspielen in Worms Siegfrieds Erben mit.
Ostrowski war vor allem seit 2017 in zahlreichen Film- und Fernsehproduktionen zu sehen, unter anderem in den Kriminalreihen Tatort, Der Alte, Hubert und Staller, Die Rosenheim-Cops, in dem Dominik-Graf-Fernsehfilm Am Abend aller Tage und in der Netflix-Serie Gefesselt.
2016 gab er sein Regiedebüt an der Theaterakademie August Everding mit der Komödie Klotz am Bein.
Seit 2014 ist er Dozent an der Otto-Falckenberg-Schule, an der Theaterakademie August Everding und an der Zerboni Schauspielschule.
2021 wurde er für die Serie Miliz in Rom (Digital Filmfest) und in Sizilien (Sicily Web Festival) als Best Actor ausgezeichnet. 2022 erhielt er für Miliz beim Chile Digital Filmfest die Auszeichnung Best Actor.

## Filmografie (Auszug)
- 1999: In aller Freundschaft (Fernsehserie, 1 Folge)
- 2002: Verbotene Liebe (Fernsehserie, 2 Folgen)
- 2016: Unter deutschen Betten (Kinofilm)
- 2016: Am Abend aller Tage (Fernsehfilm)
- 2017: Rentnercops (Fernsehserie, 1 Folge)
- 2017: BlauHimmel (Sky Blue) (Kinofilm)
- 2017: Der Alte (Fernsehserie, Folge 410: 3 Jahre lebenslänglich)
- 2018: Die Rosenheim-Cops (Folge Freiheit)
- 2018: Tatort: Damian (Fernsehreihe)
- 2018: Oma ist verknallt (Fernsehfilm)
- 2018: Tatort: Mitgehangen (Fernsehreihe)
- 2018: Hubert und Staller (Folge Spieglein)
- 2018: Pygmalion (Kurzfilm)
- 2019: WaPo Bodensee (Folge Teufel)
- 2019: Hartwig Seeler (Fernsehreihe)
- 2019: Der Beischläfer, Miniserie
- 2019: Über Land, Fernsehreihe
- 2019: Toni, männlich, Hebamme (Fernsehreihe)
- 2019: F4LKENB3RG – Mord im Internat? (Fernseh-Miniserie, 3 Folgen)
- 2019: Ohne Schnitzel geht es nicht (Fernsehserie, 1 Folge)
- 2020: The Drag and Us (Fernsehserie)
- 2020: Heldt (Fernsehserie, 1 Folge)
- 2020: Die Toten vom Bodensee – Der Blutritt (Fernsehreihe)
- 2020: In aller Freundschaft – Die jungen Ärzte (Fernsehserie, 1 Folge)
- 2020: Lang lebe die Königin (Fernsehfilm)
- 2021: Der Beischläfer (Serie, 7 Folgen, Amazon Prime)
- 2021: Kitz (Fernsehserie)
- 2021: Watzmann ermittelt (Fernsehserie, Folge Nouvelle cuisine)
- 2021: Gefesselt (Mini-Serie, Amazon Prime)
- 2022: München Mord: Dolce Vita (Fernsehreihe)
- 2022: Zu jung zu sterben. Ein Krimi aus Passau (Fernsehfilm)
- 2022: Polizeiruf 110: Das Licht, das die Toten sehen (Fernsehreihe)
- 2022: Die Chefin (Fernsehreihe)
- 2023: WaPo Duisburg (Fernsehserie, Folgen Die Kranführerin, Der ewige Zweite)
- 2023: Daheim in den Bergen – Alte Pfade – Neue Wege (Fernsehreihe)
- 2024: Ostfriesenkrimis – Ostfriesennacht (Fernsehreihe)
- 2024: Hubert ohne Staller (Fernsehserie, Folge Bitte recht freundlich)

## Veröffentlichungen
- Sacro Pop. Ein Schuljungen-Report. Essen: Klartext Verlag 2004, ISBN 3-89861-311-9